# Csernus Gerő
Csernus Gerő (Nemesmilitics, 1853. február 24. – 1910 után) főgimnáziumi rendes tanár.

## Élete
Tanult Baján, Kalocsán, ahol két évi teológiát is végzett a budapesti egyetemen és az eperjesi jogakademián. 1878-ban a görög- és latin nyelvből tanári képesítést nyert. 1879-ben Fehértemplomon rendes tanár lett. Jogi tanulmányait magánúton végezte és az eperjesi és kecskeméti jogakadémiákon jog- és államtudományi vizsgákkal fejezte be 1884-ben. 1910-ben vonult nyugdíjba Fehértemplomban 33 évi szolgálat után.
Irodalmi működését 1882-ben kezdte; eredeti és görögből fordított költeményeket, tárcacikket közölt a következő lapokban: Délibáb, Temesvári Hirlap, Délmagyarországi Lapok, Krassó-Szörényi Lapok, Zombor és Vidéke, Sárosmegyei Közlöny, Bolond Istók és Egyetértés. Költeményeket is írt.